# Dusičnan rhoditý
Dusičnan rhoditý je anorganická sloučenina rhodia ze skupiny dusičnanů, s chemickým vzorcem Rh(NO3)3.

## Příprava
Dihydrát dusičnanu rhoditého lze získat reakcí pentahydrátu oxidu rhoditého s kyselinou dusičnou při 70–80 °C.

## Vlastnosti
Dihydrát dusičnanu rhoditého je olivově hnědá pevná látka, snadno rozpustná ve vodě.

## Využití
Dusičnan rhoditý se používá k výrobě rhodia a jako katalyzátor.